# Opća bolnica Abdulah Nakaš (Sarajevo)
Opća bolnica Abdulah Nakaš (poznata i kao Vojna bolnica) središnja je i najveća sarajevska zdravstvena ustanova. 
Osnivač bolnice je bosanski valija Šerif Topal Osman-paša, a ime nosi po liječniku Abdulahu Nakašu, šefu kirurških disciplina, glavnom kirurgu Armije RBiH i osnivaču bosanskohercegovačkog sindikata zaposlenika u zdravstvu.

## Povijest
Osnovao ju je, kao osmansku vojnu bolnicu, Šerif Topal Osman-paša, koji je postao bosanskim velikim vezirom 1861. i nakon osnivanja Bosanski vilajeta, prvi valija 1867. godine. Do njegovog dolaska vojnici su liječeni po iznajmljenim privatnim kućama. Stoga je on, u okviru provođenja reforme osmanske armije, započeo izgradnju bolnice 1866. godine. Uz građansku bolnicu, koja se počela graditi nešto ranije, to su tada bile jedine dvije bolnice na teritoriju Bosne i Hercegovine.
Za svoje doba ova osmanska vojna bolnica bila je građevinski suvremeno koncipirana. Sagrađena je na zemljištu od otkupljenih vrtova u mahali Magribija i nekoliko kupljenih kuća od obitelji Ćankarević, Grbić, Šahmanija i građana Smail-age Badžhanedžije i Buzare Mula Abdije. Smještena je između ulice Gornja Hiseta, sadašnje Titove) i ulice Sušice (sadašnja Kranjčevićeva) i do rata u Bosni i Hercegovini, unatoč mnogobrojnim nadogradnjama, prvobitna zgrada očuvala je uglavnom svoj izvorni izgled, ali je tijekom rata uništena. Glavni objekt je projektirao makedonski neimar Andrija Damjanov, a gradnju i sporedne objekte radili su Splićani Moise i Lindarov. Gradila se od čvrstog materijala veličine 40x60 m². Imala je svoj vodovod i kanalizaciju, što je u to vrijeme bila rijetkost, a u njoj je otvorena i prva suvremena ljekarna u Bosni i Hercegovini. Vodili su je vojni osmanski liječnici koji su bili školovani uglavnom u Austro-Ugarskoj i primjenjivali u tretmanu bolesnika iskustva europske medicine. U bolnici su liječeni isključivo osmanski vojnici i časnici i ona nije imala nikakav utjecaj na zdravstveno stanje stanovništva u Bosni i Hercegovini.
U razdoblju austrougarske okupacije na prostoru Bosne i Hercegovine, Cirkularnom naredbom od 10. kolovoza 1879., car Franjo Josip I. je odobrio odlukom od 4. kolovoza 1870. godine, da se 1. rujna 1879. godine u Sarajevu i Mostaru uspostavi po jedna garnizonska bolnica, skupa sa sanitetskim odjelom i ljekarnom, koje će nositi br. 25, odnosno broj 26. Time je nasljeđena osmanska vojna bolnica postala Garnizonska bolnica broj 25. Godine 1897. ova bolnica se sastojala od dva kompleksa zgrada koje je dijelila ulica Sušica. Jedan kompleks se nalazio u zatupljenom trokutu kojeg čine dvije komunikacije, ulica Gornja Hiseta i Sušica. U tom dijelu se nalazila glavna zgrada, časnička bolesnička baraka, baraka kuhinje i kupaonice, zatim razni mali objekti koji su služili kao radionice, spremišta materijala i sl.
Drugi kompleks je ležao na obronku Gorice, sjeverno od ulice Sušice. Sastojao se od pet vojničkih bolesničkih baraka, barake mrtvačnice i peći za spaljivanje.
Organizacija bolnice bila je zasnovana na paviljonskom sustavu. Bila je namijenjena isključivo vojnim potrebama s vojnim austrougarskim liječnicima.
Između dva svjetska rata, a u vrijeme Kraljevine Jugoslavije, izgrađen je još jedan paviljon, ali u namjeni i ulozi bolnice ništa se bitno ne mijenja. Iako je tada imala 18 vojnih liječnika, što je za to doba predstavljalo dobru kadrovsku popunjenost, radila je isključivo za potrebe armije, kao armijska bolnica 2. vojne oblasti.
Takvu bolnicu je naslijedila i Nezavisna Država Hrvatska i u vremenu od 1941. do 1945. nema nekih bitnih promjena. U bolnici se liječe domobrani i Ustaše, a imala je jedan mali odjel za zarobljenike (partizane). Interesantno je da se u ovoj bolnici nisu liječili njemački vojnici. Kapacitet joj se proširuje na 800 kreveta bez proširenja smještajnog prostora. Sve više se osjećala dotrajalost pojedinih objekata, no i pored toga su rađene samo najnužniji popravci.
Godine 1960. stara osmanska vojna bolnica, iako dotrajala, adaptirana je u polikliniku, ATD i dječji dispanzer, pa je na taj način osigurano više mogućnosti za njihov rad. Godine 1967. godine, po iseljenju Uprave bolnice u napušteni studentski dom u krugu bolnice, neuropsihijatrijsko, dermatovenerološko i zarazni odjel su dobili bolji smještaj u paviljonu koji je izgrađen za vrijeme Kraljevine Jugoslavije.
U vrijeme SFR Jugoslavije, 1961. godine adaptirana je baraka za smještaj odjela za fizikalnu terapiju i rehabilitaciju, a s vremenom je bila relativno dobro opremljena potrebnim aparatima, tako da je zadovoljavala potrebe bolnice iz te specijalnosti. Modernizirala se i medicinska oprema bolnice, zadovoljavajući u dobroj mjeri suvremene zahtjeve dijagnostike i terapije.
Ulagana su ogromna sredstva u popravke sve dotrajalijih zgrada, ali problem smještaja i modernizacije bolnice ostajao je i dalje neriješen, kočeći sve više njen daljnji stručni razvoj. Zbog toga je odlučeno da se izradi nova bolnica. Radovi na njoj su otpočeli 1973. godine, a njena izgradnja je dovršena 1979. godine. Time je bolnica dobila sadašnji izgled. Kapacitet joj je bio 420 kreveta. Pored vojnih osoba u njoj su se liječili i civili. Osiguravala je primarnu, sekundarnu i djelomično tercijarnu zdravstvenu zaštitu.
Godine 1992. godine, s početkom srpske agresije na Bosnu i Hercegovinu, tadašnja Državna bolnica Sarajevo našla se u neposrednoj blizini prve ratne linije. Iako u vrlo teškim uvjetima, bez osnovnih energenata, sa smanjenim brojem osoblja, uz minimalne količine lijekova i hrane, bolnica je i dalje radila. Za vrijeme rata liječeno je preko 8000 ranjenika i izvedeno oko 11.000 većih operacija. Kroz polikliniku je prošlo preko 90.000 vanjskih pacijenata kojima je urađeno preko 1.400.000 medicinskih usluga. Porođajni odjel je asistirao pri porađanju 6000 trudnica.
Bolnica je pogođena s oko 200 velikih projektila. Sve zgrade, ali i oprema su teško oštećene. Na svim odjelima medicinska oprema i instrumenti, koji nisu bili uništeni, bili su istrošeni zbog velike frekvencije korištenja. Tehničko osoblje je nastojalo da ih osposobi koliko je to bilo moguće, a kad su se iscrpile rezerve, morali su od postojeće opreme koristiti dijelove da bi druga mogla raditi. Mnogim aparatima bili su potrebni specijalni dijelovi i profesionalci za njihovo ugrađivanje. To je bilo moguće ostvariti samo uz pomoć donatorskih organizacija. Rezerve specijalnih materijalia potrebnih za ortopediju, veskularnu, neuro i rekonstruktivnu kirurgiju, a isto tako za očni odjel, anasteziju i intenzivnu njegu te rtg, laboratoriju, sterilizaciju i transfuziju također su bili brzo na izmaku. Zahvaljujući humanitarnim organizacijama, SZO i drugim donatorima, te vlastitim snagama, bolnica je i dalje mogla raditi.
Bolnica je bila uključena i u projekat FMZ (Esential Hospital Service). Ovaj projekt je obuhvatio građevinsku sanaciju, rekonstrukciju i opremanje bolnice. Od 1998. do 1999. to je i ostvareno zahvaljujući donacijama Grčke, Japana i Slovenije. 
Odlukom Skupštine Sarajevske županije od 20. travnja 2006. bolnica dobiva sadašnji naziv – Javna ustanova Opća bolnica prim. dr. Abdulah Nakaš po šefu kirurških disciplina, glavnom kirurgu Armije RBiH i osnivaču bosanskohercegovačkog sindikata zaposlenika u zdravstvu.

## Vanjske povezice
- Opća bolnica Abdulah Nakaš Sarajevo